# Баскетбол на Літній універсіаді 2005
Баскетбольний турнір на літній Універсіаді 2005 проходив у місті Смірна (Туреччина) з 11 по 22 серпня 2005 року. Змагання проводились серед чоловічих та жіночих збірних команд.
Чемпіонами Універсіади стали американські збірні: як чоловіча, так і жіноча студентська команда стали найсильнішими.

## Розподіл нагород
| Місце | Країна               | Золото | Срібло | Бронза | Загалом |
| ----- | -------------------- | ------ | ------ | ------ | ------- |
| 1     | США                  | 2      | 0      | 0      | 2       |
| 2     | Сербія та Чорногорія | 0      | 1      | 1      | 2       |
| 3     | Україна              | 0      | 1      | 0      | 1       |
| 4     | Австралія            | 0      | 0      | 1      | 1       |

## Медалісти
|         | Золото | Серебро | Бронза |
| Мужчины | США Грег Браннер Рэнди Фой Майк Гэнси Винсент Гриер Мэтт Харьяш Крис Эрнандес Эрик Хиккс Бобби Джонс Герри Макнамара Крэйг Смит Патрик Спаркс Шелден Уильямс Тренер — Джей Райт             | Україна Станіслав Балашов Артем Буцький Кирило Фесенко Роман Хуменюк Віктор Кобзистий Дмитрій Корабльов Володимир Коваль Ігор Кривич Роствав Кривич Андрій Лебедєв Олексій Печеров Євгеній Підірванний | Сербія та Чорногорія Ненад Богданович Іван Бошняк Душан Джорджевич Мілан Дозет Володимир Голубович Фелікс Коядинович Страхиня Мілошевич Ваня Пліснич Марко Щекич Міленко Тепіч Іван Іванович Ілія Золотович |
| Женщины | США Сеймон Огастус Монік Каррі Джесіка Девенпорт Меган Даффі Кендіс Дюпрі Сільвія Фоулз Ерін Грант Бренді Хоскінс Кепі Пондекстер Ліз Шімек Брук Сміт Ліза Вілліс Тренер — Кеті Делані-Сміт | Сербія та Чорногорія | Австралія Белінда Баттістель Челсі Бернс Кіа Дауел Рейчел Фленаган Олександра Хадсон Лорен Кінг Маріта Пейн Дженніфер Скрін Чері Сміт Рахель Уоррен Тренер — Дебора Кук                                     |